# Fronte Arabo di Liberazione
Il Fronte Arabo di Liberazione (in arabo جبهة التحرير العربية‎? - Jabhet Al-Tahrir Al-'Arabiyah) è un partito politico palestinese, precedentemente controllato dal partito Ba'ath iracheno, formato nel 1969 da Ahmed Hassan al-Bakr e poi guidato da Saddam Hussein. Il FAL è membro dell'Organizzazione per la liberazione della Palestina (OLP). 

## Storia
Il Fronte Arabo di Liberazione venne fondato nell'aprile 1969, come facciata della fazione irachena del Partito Ba'ath, guidata da Ahmed Hassan al-Bakr. Il FAL ha sempre seguito la politica del governo iracheno su tutte le questioni. In linea con l'ideologia pan-araba del partito Ba'ath, il FAL era inizialmente contrario alla "palestinizzazione" del conflitto arabo-israeliano, preferendo discutere in termini della più ampia guerra del mondo arabo con Israele, che considerava come sotto la guida naturale dell'Iraq. 
Il FAL pur essendo il principale gruppo di riferimento per la piccola popolazione palestinese irachena (circa 34000 persone), risultava essere un partito decisamente minoritario nel mondo politico palestinese. Oggi mantiene un piccolo seguito nei campi profughi del Libano e ha una presenza minuscola nei territori palestinesi. Samir Sanunu è il rappresentante del Fronte in Libano. 
Il primo leader del FAL fu il suo segretario generale, Zeid Heidar. Quest'ultimo era nato in Siria negli anni '30 in una famiglia di nazionalisti arabi, e nel 1956 aderì al partito Baath in Siria. Nel 1968 si spostò in Iraq dopo il colpo di stato e divenne membro del Partito Baath in Iraq. Nel 1969 venne nominato dal governo iracheno segretario generale del partito Baath in Palestina, il FAL. Nel giugno 1969 il Fronte divenne membro dell'OLP, di recente costituzione, vista da Baghdad come uno strumento di influenza nell'OLP stessa e più in generale in Palestina. Nel 1974, il FAL si unì al Fronte del rifiuto, formato dalle fazioni che rigettavano la crescente moderazione dell'OLP. 
Dopo la firma degli accordi di Oslo fra l'OLP e Israele, il FAL in linea con la politica del governo iracheno vi si oppose fermamente. Ne seguì una scissione interna nel 1993, quando la fazione favorevole ad Arafat costituì il Fronte arabo palestinese e si trasferì nuovamente nei territori occupati, mentre il resto del FAL rimase nel Fronte del rifiuto. 
Altri leader del FAL furono Munif al-Razzaz, Abd al-Wahhab al-Kayyali e Abd al-Rahim Ahmad. Al-Kayyali divenne segretario generale 1972-74 e prestò servizio nel Consiglio esecutivo dell'OLP dal gennaio 1973. Fu assassinato a Beirut nel 1981 da uomini armati non identificati. Ahmad è stato segretario generale dal 1975 (forse 1974) fino alla sua morte nel 1991, ed è stato membro del Consiglio esecutivo dell'OLP dal 1977. L'attuale segretario generale è Rakad Salem (Abu Mahmoud), detenuto in un carcere israeliano tra il 2001 e il 2006. 
Il FAL acquisì una certa importanza durante l'Intifada al-Aqsa, iniziata nel 2000, come distributore di contributi finanziari dal governo iracheno a famiglie di "martiri", con sovvenzioni extra per le famiglie degli attentatori suicidi. 
Dopo l'invasione americana del 2003 in Iraq, la caduta del governo ba'thista di Saddam Hussein e lo scioglimento del partito Ba'th, un gran numero di rifugiati palestinesi che vivevano in Iraq furono costretti a fuggire e molti membri del FAL si rifugiarono in Libano e Cisgiordania. 

## Situazione attuale
Oggi, il segretario generale dil FAL continua a essere Rakad Salem, che mantiene la cittadinanza irachena. Venne imprigionato da Israele nel 2001 per aver distribuito fondi iracheni a famiglie di attentatori suicidi. Fu uno dei 57 palestinesi rilasciati nel 2006 come gesto di buona volontà. Il FAL continua ad avere un posto nel comitato esecutivo dell'Organizzazione per la Liberazione della Palestina, dal 1993 tenuto da Mahmoud Ismael. 
Il quartier generale del FAL si trova a Ramallah, in Cisgiordania. Fino al 2003 ha pubblicato un giornale mensile, Sawt al-Jamahir (Voce delle masse), che è stato curato da Rakad Salem. 
Dai primi anni '90 il Fronte Arabo di Liberazione non è stato coinvolto in attacchi armati contro Israele e oggi non è ritenuto possedere significative capacità militari. Non è pertanto classificato come organizzazione terroristica dagli Stati Uniti e non è incluso negli elenchi terroristici delle Nazioni Unite, dell'UE o di altri paesi. 